# Pericallia nigroapicalis
Pericallia nigroapicalis là một loài bướm đêm thuộc phân họ Arctiinae, họ Erebidae.